# (1375) Alfreda
(1375) Alfreda es un asteroide perteneciente al cinturón de asteroides descubierto por Eugène Joseph Delporte el 22 de octubre de 1935 desde el Real Observatorio de Bélgica, Uccle.

## Designación y nombre
Alfreda recibió al principio la designación de 1935 UB.
Más adelante se nombró en honor de un amigo del descubridor.

## Características orbitales
Alfreda orbita a una distancia media del Sol de 2,448 ua, pudiendo acercarse hasta 2,276 ua. Tiene una inclinación orbital de 5,82° y una excentricidad de 0,07013. Emplea en completar una órbita alrededor del Sol 1399 días.